# صالح الباشا

## نشأته
ولد صلح الباشا سنة 196و في. دوار إدوكرض باقليم الصويرة. اتجه إلى الموسيقى والفن منذ الصغر، واستهوته موسيقى الروايس وانتشلته كتابة الكلمات والأشعار من مقاعد الدراسة. حفظ القران وكان في إحدى فترات حياته فقيها بإحدى مساجد منطقة أسيف نايت هارون.[محل شك] بقي يكتب الشعر وولج المجال الفني خصوصا بعدما أصبح الباشا يؤلف مجموعة من القصائد والأشعار للعديد من الروايس مثل العربي احيحي ورشيد إتري والمجموعات الغنائية الأخرى.

## مسيرته الفنية
شجعه صديقه ليبدأ مساره الفني الذي ثأثر بالراحل امبارك ايسار الذي اعتبره من أكبر الروايس الذين عرفهم. وواجه مجموعة من الانتقادات سنة 2016 بعد ترشحه للانتخابات التشريعية المغربية.أصدر الباحث المغربي حسن هموش كتابا حول مسيرة صالح الباشا الفنية وتجربته باعتباره أحد رموز الأغنية الأمازيغية المعاصرة.

## أعماله
كانت بدايته الفنية الأولى سنة 1996 تاريخ إصدار أول شريط له. كما أصدر بهدها أزيد من أربعة عشرة ألبوما وأربعة أشرطة مصورة كان عليها إقبال كبير.